# Onthophagus abacus
Onthophagus abacus är en skalbaggsart som beskrevs av Antoine Boucomont 1921. Onthophagus abacus ingår i släktet Onthophagus och familjen bladhorningar. Inga underarter finns listade i Catalogue of Life.